# الهجرة (النادرة)

تعديل مصدري - تعديل

الهجرة هي إحدى قرى عزلة عمقة بمديرية النادرة التابعة لمحافظة إب، بلغ تعداد سكانها 456 نسمة حسب تعداد اليمن لعام 2004.